# Seweryn Henzel
Seweryn Henzel (8. března 1838 Lvov – 1. října 1907 Lvov) byl rakouský politik polské národnosti z Haliče, na přelomu 19. a 20. století poslanec Říšské rady.

## Biografie
Profesí byl statkářem. Patřily mu venkovské statky, ale pobýval ve Lvově. Od roku 1882 do roku 1889 zasedal jako poslanec Haličského zemského sněmu za obvod Bóbrka, Chodorów. Byl okresním maršálkem.
Byl i poslancem Říšské rady (celostátního parlamentu Předlitavska), kam usedl ve volbách roku 1891 za kurii velkostatkářskou v Haliči. Mandát zde obhájil i ve volbách roku 1897 a volbách roku 1901. Ve volebním období 1891–1897 se uvádí jako Severin von Henzel, c. k. hejtman na penzi, bytem Šolomyn (Szolomyja).
Po volbách roku 1891 se uvádí jako člen Polského klubu. Do voleb roku 1897 šel jako oficiální polský kandidát. Za Polský klub kandidoval i roku 1901.
Zemřel v říjnu 1907.